# Gesundheits-, Bildungs- und Wohlfahrtsministerium der Vereinigten Staaten

Siegel des Department of Health, Education and Welfare

Das Gesundheits-, Bildungs- und Wohlfahrtsministerium der Vereinigten Staaten (englisch United States Department of Health, Education, and Welfare, kurz HEW) war ein Ministerium der Regierung der Vereinigten Staaten, das von 1953 bis 1979 existierte. 1979 wurde aus diesem Ministerium heraus ein separates Bildungsministerium geschaffen. Das HEW wurde zum Gesundheitsministerium (Department of Health and Human Services) umbenannt. Patricia Roberts Harris, letzte Ministerin des HEW, wurde dann auch die erste Gesundheitsministerin.

## Geschichte
Schon 1923 regte der damalige US-Präsident Warren G. Harding die Einrichtung eines Ministeriums für Bildung und Wohlfahrt an; ähnliche Vorschläge gab es von seinen Nachfolgern im Amt, die aber aus den verschiedensten Gründen nicht in die Tat umgesetzt wurden. Erst Dwight D. Eisenhower schuf mit seinem Reorginanization Plan Number 1 im Jahr 1953 die Voraussetzungen für ein solches Ministerium, das am 12. März 1953 gegründet wurde.
Dies blieb bis zum heutigen Tag das einzige Ministerium innerhalb der US-Regierung, das durch die Befugnis des Präsidenten zur Umstrukturierung (presidential reorganization authority) gebildet wurde. Dieses Recht, das es ihm erlaubte, bürokratische Strukturen zu schaffen oder neu zu organisieren, solange keine Kammer des Kongresses ihr Veto einlegt, wurde 1962 wieder abgeschafft; allerdings erklärte der Supreme Court das legislative Vetorecht in den frühen 1980er-Jahren für verfassungswidrig.

## Liste der Minister für Gesundheit, Bildung und Wohlfahrt
| Nr. | Bild | Minister                   | Amtszeit  | unter US-Präsident                 |
| --- | ---- | -------------------------- | --------- | ---------------------------------- |
| 1   |      | Oveta Culp Hobby           | 1953–1955 | Dwight D. Eisenhower               |
| 2   |      | Marion Bayard Folsom       | 1955–1958 | Dwight D. Eisenhower               |
| 3   |      | Arthur Sherwood Flemming   | 1958–1961 | Dwight D. Eisenhower               |
| 4   |      | Abraham Alexander Ribicoff | 1961–1962 | John F. Kennedy                    |
| 5   |      | Anthony Joseph Celebrezze  | 1962–1965 | John F. Kennedy, Lyndon B. Johnson |
| 6   |      | John William Gardner       | 1965–1968 | Lyndon B. Johnson                  |
| 7   |      | Wilbur Joseph Cohen        | 1968–1969 | Lyndon B. Johnson                  |
| 8   |      | Robert Hutchison Finch     | 1969–1970 | Richard Nixon                      |
| 9   |      | Elliot Lee Richardson      | 1970–1973 | Richard Nixon                      |
| 10  |      | Caspar Willard Weinberger  | 1973–1975 | Richard Nixon, Gerald Ford         |
| 11  |      | Forrest David Mathews      | 1975–1977 | Gerald Ford                        |
| 12  |      | Joseph Anthony Califano    | 1977–1979 | Jimmy Carter                       |
| 13  |      | Patricia Roberts Harris    | 1979      | Jimmy Carter                       |